# Liste der Kulturdenkmale in Muschau (Grimma)
In der Liste der Kulturdenkmale in Muschau sind die Kulturdenkmale des Grimmaer Ortsteils Muschau verzeichnet, die bis Juli 2024 vom Landesamt für Denkmalpflege Sachsen erfasst wurden (ohne archäologische Kulturdenkmale). Die Anmerkungen sind zu beachten.
Diese Aufzählung ist eine Teilmenge der Liste der Kulturdenkmale in Grimma.

## Muschau
| Bild                                    | Bezeichnung                                                                                                | Lage                        | Datierung             | Beschreibung | ID       |
| --------------------------------------- | --- | --------------------------- | --------------------- | --- | -------- |
|                                         | Seitengebäude und Toranlage eines Vierseithofes                                                            | Muschau 3 (Karte)           | Mitte 19. Jahrhundert | Zeugnis bäuerlicher Bau- und Lebensweise des 19. Jahrhunderts in Fachwerkbauweise, baugeschichtlich von Bedeutung. - Seitengebäude: zweigeschossig, Erdgeschoss massiv, Obergeschoss Fachwerk, Krüppelwalmdach in Schieferdeckung, Türgewände in Holz mit Schlussstein und Verdachung, Fenstergewände im Erdgeschoss größtenteils in Holz, Giebel massiv erneuert - Torpfeiler: Ziegelpfeiler, Abdeckplatten in Porphyrtuff | 08974818 |
| Direkt Bild zu diesem Denkmal hochladen | Wohnhaus, Scheune und Seitengebäude eines Bauernhofes                                                      | Muschau 4 (Karte)           | Mitte 19. Jahrhundert | Zeugnis bäuerlicher Bau- und Lebensweise des 19. Jahrhunderts in Fachwerkbauweise, baugeschichtlich von Bedeutung. - Bauernhaus: zweigeschossig, Erdgeschoss massiv, Obergeschoss Fachwerk, Giebel und Hofseite Obergeschoss verbrettert, Satteldach mit Fledermausgaube in Schieferdeckung, Tür- und Fenstergewände zum Teil in Porphyrtuff, rückwärtige Anbauten - Scheune: eingeschossig, zum Teil Massivbau, zum Teil Fachwerkbau, Krüppelwalmdach mit Schieferdeckung - Seitengebäude: Erdgeschoss massiv, Obergeschoss Fachwerk, Satteldach mit Schieferdeckung | 08974822 |
| Direkt Bild zu diesem Denkmal hochladen | Zwei Seitengebäude eines ehemaligen Vierseithofes sowie Wäschemangel                                       | Muschau 5 (Karte)           | 1844 laut Auskunft    | Zeugnis bäuerlicher Bau- und Wirtschaftsweise des 19. Jahrhunderts in Fachwerkbauweise, stattliche Hofanlage, bau- und ortsgeschichtlich von Bedeutung, Wäschemangel sozialgeschichtlich und technikgeschichtlich bedeutend. - Seitengebäude (mit Wäschemangel): zweigeschossig, Erdgeschoss massiv, Obergeschoss Fachwerk, ein Giebel massiv erneuert, ein Giebel verbrettert, Krüppelwalmdach mit Biberschwanzdeckung, Türgewände in Kunststein und Sandstein, Fenstergewände in Sandstein, originale Fenster mit innenliegenden Fensterläden - zweites Seitengebäude: zweigeschossig, Erdgeschoss massiv, Obergeschoss Fachwerk, Fenster- und Türgewände in Sandstein, Obergeschoss in Fachwerk, ein Giebel massiv erneuert, Satteldach mit Schieferdeckung, zweischiffiger Stall mit Kreuzgratgewölben auf gedrungenen Natursteinsäulen, Gurtbögen, originale Fenster (ehemaliger Pferdestall) - Wäschemangel im ersten Seitengebäude (ursprünglicher Standort im Erdgeschoss, nun Aufstellung im Obergeschoss): Kastenmangel mit kleinem Mangelkasten und einer Holzdocke, schlichtes Mangelgestell aus starken Holzbalken, einziges Gestaltungsmittel gebogene Holzstreben zwischen Fußholz und Führungsbalken, Mangelkasten hinten auf zwei Holzrädern und vorne auf der Docke beweglich gelagert, seitliche Führung über Holzrollen in den Mittelstützen des Mangelgestells, zum Auswechseln der Docke konnte der Mangelkasten von unten mittels eines mit dem Fuß bedienbaren Hebelsystems aufgebockt werden, einfache, handbetriebene Kaltmangel für den Hausgebrauch, Vorstufe der ab dem 19. Jahrhundert mit Kurbeltrieb ausgerüsteten und später über Transmissionen betriebenen größeren Kastenmangeln, seltenes Sachzeugnis der Hauswirtschaft | 08974821 |
| Direkt Bild zu diesem Denkmal hochladen | Straßenbrücke über den Fritzschenbach                                                                      | Muschau 7 (hinter) (Karte)  | Mitte 19. Jahrhundert | Bogenbrücke in Bruchstein, verkehrshistorisches Denkmal | 08974823 |
| Direkt Bild zu diesem Denkmal hochladen | Ehemalige Stellmacherei                                                                                    | Muschau 10 (Karte)          | Bezeichnet mit 1855   | Zeugnis ländlicher Bauweise des 19. Jahrhunderts in Fachwerkbauweise, von sozialhistorischer Bedeutung. Bezeichnet mit 1855 (Türsturz), zweigeschossig, Erdgeschoss massiv, Obergeschoss Fachwerk, Giebel massiv mit originaler Putzgliederung, Satteldach mit Biberschwanzdeckung, Türgewände vermutlich in Sandstein mit Verdachung (denkmalgerecht saniert). | 08974820 |
| Direkt Bild zu diesem Denkmal hochladen | Transformatorenturm                                                                                        | Muschau 10d (neben) (Karte) | Um 1920               | Als Zeugnis der Elektrifizierung der Region, technikgeschichtlich von Bedeutung. Massivbau, originale Fenster, Zeltdach mit Schieferdeckung und Dachknauf, Schieferdeckung auf Vorsprung. | 08974819 |
| Direkt Bild zu diesem Denkmal hochladen | Wohnstallhaus, zwei Seitengebäude, Scheune, Toreinfahrt und Einfriedung des Vorgartens eines Vierseithofes | Muschau 11 (Karte)          | Bezeichnet mit 1842   | Zeugnis bäuerlicher Bau- und Lebensweise des 19. Jahrhunderts in Fachwerkbauweise, Bauernhof in beeindruckender Geschlossenheit, bau- und ortsgeschichtlich von Bedeutung. - Wohnstallhaus, bezeichnet mit 1842 (Schlussstein): zweigeschossig, Erdgeschoss massiv, Obergeschoss Fachwerk, Sandsteinfenstergewände, Holztraufe, Türgewände mit Verdachung und Schlussstein in Sandstein, Stallteil mit Gewölbe und Säulen, Krüppelwalmdach mit Fledermausgauben und Schieferdeckung, (Fenster und Türen denkmalgerecht erneuert) - Seitengebäude: zweigeschossig, Erdgeschoss massiv, Obergeschoss Fachwerk, Fenstergewände im Erdgeschoss in Sandstein, Türgewände in Holz, Holztraufe, Krüppelwalmdach mit Schieferdeckung, originale Fenster und Türen - Scheune: eingeschossig, Fachwerk auf Bruchsteinsockel, Satteldach mit Pfannendeckung - zweites Seitengebäude: zweigeschossig, Erdgeschoss massiv, Obergeschoss Fachwerk, Satteldach mit Schieferdeckung, Fenster- und Türgewände in Holz, originale Fenster und Türen, hofabgewandte Seite über beide Geschosse massiv | 08974816 |
| Direkt Bild zu diesem Denkmal hochladen | Scheune eines ehemaligen Dreiseithofes                                                                     | Muschau 12 (Karte)          | Mitte 19. Jahrhundert | Zeugnis bäuerlicher Bau- und Lebensweise des 19. Jahrhunderts in Fachwerkbauweise, baugeschichtlich von Bedeutung. - Scheune (2009 noch vorhanden): eingeschossiger Fachwerkbau, Satteldach mit Schieferdeckung - Wohnstallhaus (2009 abgebrochen): bezeichnet mit 1842 (Schlussstein), Erdgeschoss massiv mit originaler Putzgliederung, Fenster- und Türgewände vermutlich in Sandstein, Türgewände mit Schlussstein und Verdachung, Obergeschoss in Fachwerk, Giebel massiv erneuert, Satteldach mit Ziegeldeckung, originale Fenster (Tür erneuert) - Seitengebäude (Abbruch im Juli 2008): zweigeschossig, Erdgeschoss massiv, Obergeschoss in Fachwerk, Satteldach mit Biberschwanzdeckung, originale Putzgliederung | 08974817 |

## Tabellenlegende
- Bild: Bild des Kulturdenkmals, ggf. zusätzlich mit einem Link zu weiteren Fotos des Kulturdenkmals im Medienarchiv Wikimedia Commons. Wenn man auf das Kamerasymbol klickt, können Fotos zu Kulturdenkmalen aus dieser Liste hochgeladen werden:
- Bezeichnung: Denkmalgeschützte Objekte und ggf. Bauwerksname des Kulturdenkmals
- Lage: Straßenname und Hausnummer oder Flurstücknummer des Kulturdenkmals. Die Grundsortierung der Liste erfolgt nach dieser Adresse. Der Link (Karte) führt zu verschiedenen Kartendiensten mit der Position des Kulturdenkmals. Fehlt dieser Link, wurden die Koordinaten noch nicht eingetragen. Sind diese bekannt, können sie über ein Tool mit einer Kartenansicht einfach nachgetragen werden. In dieser Kartenansicht sind Kulturdenkmale ohne Koordinaten mit einem roten bzw. orangen Marker dargestellt und können durch Verschieben auf die richtige Position in der Karte mit Koordinaten versehen werden. Kulturdenkmale ohne Bild sind an einem blauen bzw. roten Marker erkennbar.
- Datierung: Baubeginn, Fertigstellung, Datum der Erstnennung oder grobe zeitliche Einordnung entsprechend des Eintrags in der sächsischen Denkmaldatenbank
- Beschreibung: Kurzcharakteristik des Kulturdenkmals entsprechend des Eintrags in der sächsischen Denkmaldatenbank, ggf. ergänzt durch die dort nur selten veröffentlichten Erfassungstexte oder zusätzliche Informationen
- ID: Vom Landesamt für Denkmalpflege Sachsen vergebene, das Kulturdenkmal eindeutig identifizierende Objekt-Nummer. Der Link führt zum PDF-Denkmaldokument des Landesamtes für Denkmalpflege Sachsen. Bei ehemaligen Kulturdenkmalen können die Objektnummern unbekannt sein und deshalb fehlen bzw. die Links von aus der Datenbank entfernten Objektnummern ins Leere führen. Ein ggf. vorhandenes Icon  führt zu den Angaben des Kulturdenkmals bei Wikidata.